# ラウドヒル計画
ラウドヒル計画（らうどひるけいかく）は、静岡市民文化会館が主催する市民参加型の舞台作品制作事業。
静岡市民文化会館を拠点に、静岡の人々による完全オリジナルの舞台作品を継続的に創作、発信してゆこうと立ち上げられた長期プロジェクト。
総監督・プロデューサーは、コンドルズの勝山康晴。

## 概要
プロジェクト名の由来は、静岡ならではの舞台芸術文化を創造・発信するにあたり、静かな岡「サイレントヒル」ではなく、多くの市民が集い、文化を謳歌する賑やかな岡「ラウドヒル」を目指してゆくという思いから。
2013年から、徳川家康、今川義元、清水エスパルス、竹取物語、芙蓉部隊、第五福竜丸事件など、静岡の地域性に強くこだわったテーマで舞台作品の制作、発信を続けている。
基本的な作品コンセプトを、「誰でも気軽に楽しめること」「観るとちょっぴり元気が出ること」としており、演劇の中にダンス・殺陣等を取り入れたエンターテイメント性の高い作品を制作・発表し続けている。
2019年までに、市民70人以上が出演する大型公演4作を中心に、より少人数の出演でコンパクトにまとめたスピンオフ作品5作、ダンスを中心に構成した作品1作と、合計10作品を完全オリジナル脚本・構成で発表した。
これまでの大型公演の出演者は、作品毎に公募、オーディションで選考してきた。スピンオフ作品の制作にあたり、市民参画の活動でありながら、より完成度の高い作品内容を目指そうと、男性8人の選抜チーム「エイトビート」を結成。また、長期の演劇ワークショップでスキルアップした若手女性らのチーム「ハイポジション」も派生し、主演作を重ねている。
主な講師 総監督・プロデューサー 勝山康晴は藤枝市出身、演出 河田園子は伊東市出身であり、両者共に静岡県出身。
他スタッフとしては、脚本には元花組芝居の大野裕明が参加。ダンスシーン振付はCHAiroiPLINスズキ拓朗など。映像には奈良岡将英。イメージイラストはイラストレーターyazwoが担当している。
2018年度以降は、静岡市が推進する「まちは劇場」（ON STAGE SHIZUOKA）プロジェクトと連動。長期の演劇ワークショップ開催にあたり、年代を分けたクラス、障がいのある市民向けのクラス「シズオカノーボーダーズ」を設定し、舞台芸術分野で、文化創造のバリアフリーにも本格的に取りんでいる。2019年10月、11月には、各クラスそれぞれ、15分程度の短編作品を発表。
障がいのある参加者らは、健常の参加者らと合同チームを組み、ダンス、コントなどを多彩に組み合わせた舞台スタイルで出演。
これは、彩の国さいたま芸術劇場を拠点に活動する障がい者ダンスチーム「ハンドルズ」の舞台スタイルを参考にしており、埼玉で同チームの指導にあたっている近藤良平（コンドルズ）らが「ラウドヒル計画」の障がい者チームの指導も手掛けている。
シズオカノーボーダーズは「第13回地域再生大賞」で優秀賞を受賞した。

## 公演
2013年
- エスパルスオフィシャルダンスミュージカル『GO!!ALL』（7月6日〜7日）

2014年
- エスパルスオフィシャルダンスミュージカル『GO!!ALL returns』（9月27日〜28日）

2015年
- 『STAND UP! 〜シズオカ独立宣言 家康再起動〜』（3月28日〜29日）
- 徳川家康公顕彰四百年記念事業『STAND UP! 〜シズオカ独立宣言 家康再起動〜』再演（9月22日〜23日）

2016年
- エイトビート STAGE1.00『スターダストメモリー』（7月15日）

2017年
- 『ACTION!! 〜シズオカ新撰組血風録〜』（3月11日〜12日）
- エイトビート STAGE1.01『スターダストメモリー』再演（5月3日）
- エイトビート STAGE2.00『BIRDMEN』（12月1日〜2日）
- ハイポジション STAGE1.00『NoWoman NoCry』（12月23日）

2018年
- 『Fly me to the Moon ～タケトリストーリー～』（3月11日）
- 『BEAT IT!! ～新今川物語2018～』（11月3日〜4日）

2019年
- 近藤良平・コンドルズ×障がい者ダンスチーム・ハンドルズ 静岡公演2019『君となら なんか変われる 気がするの』（1月20日）
- エイトビート STAGE2.01『BIRDMEN』再演（3月20日〜21日）
- ハイポジション STAGE2.00『Shine a Light』（3月23日〜24日）
- 今川義元公生誕五百年祭『BEAT IT!! ～新今川物語2019～』再演（5月5日）
- エイトビート STAGE3.00『Five Star』（10月5日〜6日）
- ハイポジション STAGE2.01『Shine a Light』再演（11月2日〜3日）

2020年
- エイトビート STAGE3.01『Five Star』再演（3月28日）※新型コロナウイルスの影響により公演中止

2021年
- エイトビート STAGE3.01『Five Star』再演（3月20日〜21日）
- 『FLASH！〜アベハナネヴァーエンド〜』（10月30日〜31日）
- エイトビート STAGE2.02『BIRDMEN』再々演（11月5日）

2022年
- ハイポジション×エイトビート 『Kiss of Life』（3月26日～3月27日）
- 『FLASH！〜アベハナネヴァーエンド〜』再演（7月2日〜3日）
- エイトビート STAGE3.02『Five Star』再々演（9月4日）

2023年
- エイトビート  STAGE4.00『JUST A HERO』（1月21〜22日）
- ハイポジション×エイトビート 『Kiss of Life 2023』（3月18日〜19日）
- 『GET OVER!イエヤススマイルフォーユー』（10月21〜22日）
- エイトビート STAGE3.03『Five Star』再々々演（11月3日）

2024年
- エイトビート  STAGE5.00『ROCK'N'ROLL STAR』（3月16〜17日）
- 静岡市文化振興財団30周年記念 笑顔 デ カケル プロジェクト『TRUST!!』（11月3〜4日）
- ハイポジション+ノーボーダーズ『TWINKLE』（12月22日）

## 出演

### ラジオ
2014年
- SBSラジオ連動企画 ラジオドラマ「STAND UP! 〜シズオカ独立宣言 家康再起動〜」（10月3日〜3月26日）（勝山康晴のらぶらじ）

### イベント
2022年
- 第4次静岡市総合計画策定に関わるシンポジウム（8月5日）（シズオカノーボーダーズ）

2023年
- 静岡市 札の辻交差点 路上パフォーマンス（3月5日）（ハイポジション×エイトビート）
- ラウドヒル計画×静岡市まちは劇場推進事業 「回遊縁戯 Triptych Theater 〜徳川家康編〜」（11月11日〜12日、18日〜19日）
- 静岡駅ビル・パルシェ 徳川家康が広げる静岡の縁〜冬の陣〜 駅前パフォーマンス「TAKEアドベンチャー」（12月17日）

2024年
- 静岡市歴史博物館グランドオープン1周年記念イベント「戦国ステージ」（1月13日〜14日）
- 静岡市文化振興財団 設立30周年記念事業 笑顔 デ カケル プロジェクト「新文化島1.5」（2月18日）
- 静岡・釜山 文化交流事業 ～朝鮮通信使がもたらした絆～（10月19日）（シズオカノーボーダーズ）
- 産業フェアしずおか2024（11月23日〜24日）

2025年
- 静岡市文化振興財団 設立30周年記念事業 笑顔 デ カケル プロジェクト「新文化島2.0」（2月22日）
- B.LEAGUE ベルテックス静岡VS信州ブレイブウォリアーズ オープニングショー（2月22日）

### その他
2023年
- 静岡駅ビル・パルシェ ラウドヒル計画 10周年記念特別パネル展（11月1日〜18日）

## エイトビート
エイトビートは、「ラウドヒル計画」舞台作品の市民参加者から選抜された、男性8人で構成される演劇チーム。同計画において、最も完成度の高い作品制作に挑戦するためのチーム。
同チームは、静岡に実在した旧海軍航空隊「芙蓉部隊」や、戦後の核軍拡競争が生んだ悲劇「第五福竜丸事件」などに題材を取ったメッセージ性の強い作品に次々と挑戦している。
詳細は、エイトビート (演劇ユニット) に記載。

## ハイポジション
ハイポジションは、「ラウドヒル計画」の長期演劇ワークショップに参加した女性らで構成する演劇チーム。スピンオフ作品制作では、18歳〜30代の若手女性を対象として構成された。

### 外部イベント出演
2018年
- SBSラジオパーク（3月24日〜25日）

2019年
- 静岡市 SDGsウィーク（1月3日～12日）
  - 新春！まちなかエコ祭（1月4日）
  - 静岡市×SDGs 小中高大ワークショップ（1月5日）
  - SDGs COLLECTION supported by TGCしずおか2020（1月12日）

2023年
- 静岡市 札の辻交差点 路上パフォーマンス（3月5日）